# Ицхоки, Яков Давидович
Яков Дави́дович Ицхо́ки (род. 12 мая 1902 — 2 января 1986) — советский артист балета, балетмейстер, педагог. 
Преподавал танец на актерском факультете в Театральном училище имени Б.В.Щукина.

## Биография
Учился в балетной студии Михаила Мордкина, а после его эмиграции и закрытия студии поступил вместе со своим другом Асафом Мессерером в Московское хореографическое училище, где занимался у А. А. Горского.
Работал в Большом театре, в 1937—1938 годы получил приглашение от режиссёра М. И. Гольдблата (ученика А. М. Грановского, руководителя Московского ГОСЕТа) поставить танцы в драматических спектаклях Биробиджанского ГОСЕТа. Как пишет Борис Котлерман, «отлично поставил танцы» в спектаклях «Блуждающие звезды» и «Тевье-молочник»  Шолом-Алейхема, «Разбойник Бойтрэ», оформленные художниками Шифриным и Рабичевым. Музыку к спектаклям написал Л. М. Пульвер.
Кроме работы с драматическими актёрами, Яков Давидович Ицхоки основал балетную студию при Биробиджанской музыкальной школе.
В 1944—1949 годах преподавал в Московском государственном еврейском театральном училище (МГЕТУ) при ГОСЕТе  вплоть до его закрытия.
Актрисой ГОСЕТа была сестра Ицхоки Ева Давыдовна Ицхоки.